# 生物大分子
生物大分子，也叫做巨分子，高分子，指的是作为生物体内主要活性成分的各种分子量达到上万或更多的有机分子。常见的生物大分子包括蛋白质、核酸 (DNA、RNA等)、糖类。
这只是一個概念性定義，与生物大分子对立的是小分子物质（二氧化碳、甲烷等）和无机物质，实际上生物大分子的特点在于其表现出的各种生物活性和在生物新陈代谢中的作用。
比如：某些多肽和某些脂类物质的分子量并未达到惊人的地步，但其在生命过程中同样表现出了重要的生理活性。与一般的生物大分子并无二致。
生物大分子大多数是由简单的组成结构聚合而成的，蛋白质的组成单位是氨基酸，核酸的组成单位是核苷酸。
生物大分子都可以在生物体内由简单的结构合成，也都可以在生物体内经过分解作用被分解为简单结构，一般在合成的过程中消耗能量，分解的过程中释放能量。

## 共同特征
蛋白质、核酸和多糖是3类主要的生物大分子，它们在分子结构和生理功能上差别很大，然而，在以下几个方面又显出共性：
1. 在活细胞内，生物大分子和相应的生物小分子之间的互变，通常通过脱水缩合，或加水分解。
2. 蛋白质链（或称肽链）、核酸链和糖链都有方向性，尽管方向性的体现各不相同。
3. 蛋白质、核酸和多糖分子都有各具特征的高级结构，正确的高级结构是生物大分子执行其生物功能的必要前提。
4. 在活细胞中，3类生物大分子密切配合，共同参与生命过程，甚至很多情况下形成生命活动必不可少的复合大分子，如核蛋白、糖蛋白。

## 核酸

DNA与RNA的螺旋结构。

核酸（英語：nucleic acids）是由核苷酸构成的生物大分子，可分为脱氧核糖核酸（DNA）与核糖核酸（RNA）。

## 蛋白质

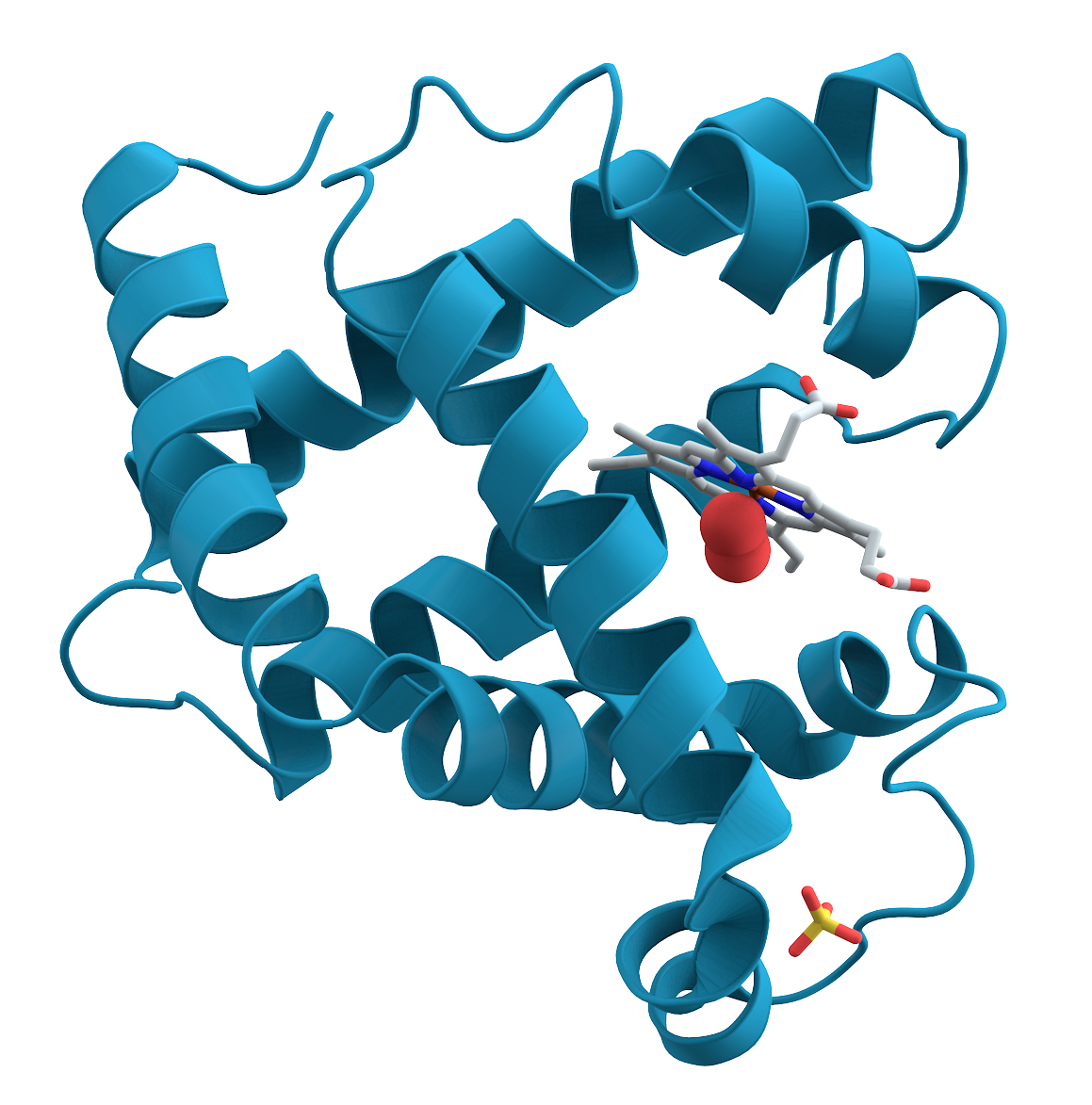
肌球蛋白三维结构的飘带图。